# Интерсекс в истории
В разных культурах к интерсекс-людям относились по-разному.

## Древние времена

### Шумеры
В шумерской мифологии, в мифе о сотворении, существовавшем более 4000 лет назад, Нинхурсаг, богиня-мать, вылепляет человечество из глины.
Нинхурсаг взяла глину с вершины абзу в свою руку, и сперва вылепила из неё человека, который не мог согнуть свои вытянутые слабые руки. Энки посмотрел на человека, который не может согнуть свои вытянутые слабые руки, и определил его судьбу: он назначил его слугой короля. (Три мужчины и одна женщина с нетипичной биологией были созданы, и Энки дал каждому из них различные формы статуса, чтобы гарантировать уважение к их уникальности) ... она вылепила человека без пениса и влагалища на его теле. Энки посмотрел на того, кто не имел ни пениса, ни влагалища на его теле, и дал ему имя Нибру, И решил, что его судьба, стоять перед королем.

### Иудаизм
В иудаизме интерсекс-люди были либо, андрогиносами либо тумтумами и исполняли либо женские либо мужские гендерные роли.

### Ислам
К восьмому веку нашей эры в записях исламских правовых постановлений упоминаются люди, известные на арабском языке как «хунтхаа». Этот термин использовался для обозначения лиц с различными интерсекс-вариациями, включая смешанную дисгенезию гонад, гипоспадию, синдром частичной нечувствительности к андрогенам, дефицит 5-альфа-редуктазы, аплазию гонад и ВГКН
В шестнадцатом веке нашей эры Ибрагим аль-Халаби, член ханафитской школы юриспруденции в исламе, приказал рабовладельцам использовать специальный гендерно-нейтральный язык при освобождении интерсекс-рабов. Он признал, что язык, употребляющий слова «мужчины» или «женщины», не имеет к ним прямого отношения.

### Южная Азия
В произведении Тирумулар «Тирумантирам» записаны взаимоотношения между интерсекс-людьми и Шивой.
Ардханари, составная андрогинная форма мужского божества Шивы и женского божества Парвати, возникла в кушанской культуре еще в первом веке нашей эры. Статуя с изображением Ардханари находится в индийском храме Минакши; эта статуя ясно демонстрирует как мужские, так и женские элементы тела.
Из-за наличия интерсекс-черт, Ардханари ассоциируется с хиджрами, третьим полом, который признан в Южной Азии на протяжении веков. После изучения хиджр в течение многих лет Серена Нанда пишет в своей книге «Ни мужчина, ни женщина: хиджры Индии» так:
В Индии широко распространено убеждение, что хиджры рождаются гермафродитами [интерсекс-людьми] и похищаются общиной хиджр в детстве, но я не нашла никаких доказательств в поддержку этого мифа. Все хиджры, которых я встречала, добровольно присоединились к общине, часто в подростковом возрасте.
Согласно Гилберту Хердту, хиджры делятся на «рожденных» и «сделанных» или тех, кто имеет физические интерсекс-черты от рождения, и тех, кто становится хиджрой благодаря пентэктомии. Согласно индийской традиции, хиджра исполняет традиционную песню и танец как часть семейного празднования дня рождения ребенка мужского пола; во время представления они также осматривают гениталии новорожденного, чтобы проверить его пол. Хердт утверждает, что общепризнанно, что если ребенок интерсекс, хиджры имеют право требовать отдать его в их общину. Тем не менее, Уорн и Раза (англ. Warne and Raza) утверждают, что связь между интерсекс-людьми и хиджрами в основном надумана, но вызывает беспокойство у родителей. Хиджра упоминается в некоторых версиях Рамаяны, индуистской эпической поэмы около 300 г. до н.э., в мифе о герое Рама, который инструктирует своих преданных возвращаться в город Айодхью, а не следовать за ним по соседней реке в изгнание. Поскольку он дает это указание «всем вам, мужчинам и женщинам», его последователи хиджры, будучи ни теми, ни другими, остаются на берегу реки в течение четырнадцати лет, пока Рама не возвращается из ссылки.
В тантрических практиках индуизма существует убеждение, что все люди обладают как мужскими, так и женскими компонентами. Эту веру можно ясно увидеть в тантрической концепции Высшего Существа, имеющего как мужские, так и женские половые органы, что составляет «один совершенный пол» и идеальную физическую форму.

### Древняя Греция
В мифологии Древней Греции существует миф о Гермафродите, согласно которому, во время странствий Гермафродита по родной Карии его увидела нимфа Салмакида и полюбила его. Когда Гермафродит купался в источнике, в котором жила Салмакида, она попросила богов навеки соединить их. Боги выполнили её желание, и они слились в одно двуполое существо.

### Древний Рим
Плиний отмечает, что «есть даже те, кто рожден с обоими полами, которых мы называем гермафродитами. Тем не менее, эпоха также видела исторические примеры природных евнухов».
Диодор Сицилийский писал о «гермафродите» в первом веке до нашей эры:
Гермафродит, как его назвали, родился от Гермеса и Афродиты и получил имя, которое является сочетанием имен обоих его родителей. Некоторые говорят, что этот Гермафродит является богом и иногда появляется среди мужчин, и что он рожден с телом, которое физически является комбинацией мужского и женского тел, поэтому у него прекрасное, нежное тело, как у женщины, но он обладает мужскими качествами и энергией мужчины. Но есть люди, которые заявляют, что такие существа двух полов являются чудовищами и редко появляются в мире, поскольку они обладают качеством предсказания будущего, иногда зла, а иногда добра.
Исидор Севильский описал гермафродита как того, кто «имеет правую грудь мужчины и левую женщину, а после полового акта в свою очередь может как зачать, так и родить ребёнка». По Римскому праву, как и многие другие, гермафродит должен быть классифицирован как мужчина или женщина. Уилл Роско пишет, что гермафродит представлял собой «нарушение социальных границ, особенно таких, которые являются фундаментальными для повседневной жизни мужчин и женщин».
В традиционной римской религии рождение интерсекс-ребенка было своего рода чудом, явлением, которое сигнализировало о нарушении соглашения Рима с богами. Но Плиний заметил, что, хотя гермафродиты когда-то считались предзнаменованиями, в его дни они стали объектами восторга (deliciae), которых продавали как эксклюзивный товар на рынке рабов. По словам историка Джона Кларка, изображения Гермафродита были очень популярны среди римлян:
Художественные изображения Гермафродита выдвигают на первый план неясности в половых различиях между женщинами и мужчинами, а также неоднозначности во всех сексуальных действиях. ... Художники всегда относятся к Гермафродиту с точки зрения зрителя, выясняющего его / ее фактическую половую принадлежность. ... Гермафродит является очень сложным представлением, вторгающимся в границы между полами, которые кажутся такими ясными в классическом понимании.
Из историческим примеров того времени сохранились описания софиста и философа Фаворина, исходя из которых, он был евнухом от рождения.
Широкий смысл термина «евнух» отражен в сборнике древнеримских законов, собранном Юстинианом I в 6 веке, известном как «Дигесты». В этих текстах проводится различие между общей категорией евнухов (спадонов, обозначающих «тот, кто не имеет порождающей силы, импотентов, будь то от природы или из-за кастрации») и более конкретным подмножеством кастратов (кастрированных мужчин, физически неспособных к деторождению). Спадоны, продаваемые на рынках рабов, были признаны юристом Ульпианом «не дефектными или больными, но здоровыми», потому что они могли анатомически размножаться точно так же, как и люди с монорхизмом». С другой стороны, как указал Юлий Павел, «если кто-то является евнухом и ему не хватает необходимой части своего тела», то он будет считаться больным. В этих римских юридических текстах спадоны имеют право жениться, учреждать посмертных наследников и усыновлять детей, если они не являются кастратами.

## Средневековье
Мишель Фуко предположил, что «со Средневековья до шестнадцатого века ... гермафродиты считались монстрами и их казнили, сжигали на кострах, а их пепел развеивали по ветру».
Однако Кристоф Ролкер оспаривает это, утверждая, что «вопреки тому, что было заявлено, нет никаких доказательств того, что гермафродиты подвергались преследованиям в средние века, а научные законы, безусловно, не давали никаких оснований для такого преследования». Каноническое право предоставляет доказательства альтернативных перспектив, основанных на преобладающих визуальных признаках и исполнении гендерных ролей. Декрет Грациана утверждает, что то «может ли гермафродит стать свидетелем завета, зависит от того, какой пол преобладает».
В конце двенадцатого века Угуций Пизанский заявил, что: «Если у кого-то есть борода, и он всегда хочет вести себя как мужчина, а не как женщина, и всегда хочет быть в компании с мужчинами, а не с женщинами, это признак того, что в нем преобладает мужской пол, и тогда он может быть свидетелем, где женщина не допускается». Относительно рукоположения «гермафродитов» Угуций заключил: «Поэтому, если, человек тянется больше к женскому, чем к мужскому, он не получает разрешения. Если наоборот, человек может получить его, но не должен быть рукоположен из-за уродства».
Генри де Брактон в "О законах и обычаях Англии" делит людей на «мужчин, женщин или гермафродитов»,  и «гермафродит классифицируется как мужчина или женщина в соответствии с преобладающим полом».
Генри из Сегусио утверждал, что «идеальный гермафродит», у которого ни один пол не преобладает, должен выбирать свой пол под присягой.

## XVIII — XIX века
В викторианскую эпоху врачи ввели термины «истинный гермафродит» обозначающий наличие у человека тканей и яичников и яичек, «мужской псевдогермафродит» для случаев наличия тканей яичка, но с женской или промежуточной анатомией гениталий и «женский псевдогермафродит» для случаев наличия у человека тканей яичников, но мужской или промежуточной анатомией гениталий.
В эту же эпоху жили следующие интерсекс-люди, ставшие известными: Ле Ван Зует — вьетнамский генерал, который помог объединить Вьетнам; Готтлиб Гёттлих  —  немец, получивший известность благодаря своему интерсекс-состоянию, который за плату демонстрировал своё тело врачам; Леви Сьюдам, интерсекс из США, получивший известность благодаря судебному процессу по определению того, имеет ли он право с юридической точки зрения голосовать на выборах. Эркюлин Барбен — французский мемуарист-интерсекс.

## Смотреть также
- Гилас